# Ринглебен (Гебезе)
Ринглебен (нем. Ringleben) — община в Германии, в земле Тюрингия.
Входит в состав района Зёммерда. Подчиняется управлению Гера-Ауэ. Население составляет 514 человек (на 31 декабря 2010 года). Занимает площадь 6,51 км².